# Burger Lagerbuch
Das Burger Lagerbuch ist ein Verzeichnis aller zur Kellnerei Burg (heute Schloss Burg in Solingen in Nordrhein-Westfalen) gehörigen Ländereien und Abgabenpflichten. Es wurde 1690 oder nach anderer Auslegung 1692 oder 1688 angelegt.
Die Veröffentlichung von Hinrichs bringt die Orte und Pflichten im ehemaligen Rhein-Wupper-Kreis. Die Veröffentlichung von Frantz/Buse bringt den gesamten Text aber unkritisch bezüglich der Jahreszahlen.
Die Jahreszahlen im Burger Lagerbuch sind mit Vorsicht zu behandeln. Wie im Falle von Witzhelden in vielen Fällen nachgewiesen, hat der Schreiber bei den Jahreszahlen Fehler gemacht. Im Fall von Wermelskirchen-Eipringhausen hat er die Jahreszahl 1386 auf Pag 78R-Pag 79V genannt. Richtig ist aber 1359, nach Oligschläger, dem das Original noch vorlag und einer Abschrift des 16. Jahrhunderts. Ebenso die Amtsrechnungen des Amts Burg von 1765. 